# Wolfgang Schlotmann
Wolfgang Schlotmann (* 10. April 1941 in Herne; † 3. März 2011) war ein deutscher Politiker und ehemaliger Landtagsabgeordneter (CDU).

## Leben und Beruf
Nach dem Besuch der Volksschule und des Gymnasiums mit dem Abschluss Abitur studierte er Maschinenbau. Von 1968 bis 1970 war er, zuletzt als Regierungsbaurat, beim Bundesminister für Verteidigung beschäftigt. Bis zu seinem Wechsel als Technischer Dezernent bei der Universität Dortmund im Jahre 1975 blieb er bei der Bundeswehrverwaltung. 2006 wurde er als Leitender Regierungs-Baudirektor an der Universität Dortmund in den Ruhestand versetzt. Von 1980 an war Schlotmann Mitglied der CDU.

## Abgeordneter
Vom 30. Mai 1985 bis zum 30. November 1989 war Schlotmann Mitglied des Landtags des Landes Nordrhein-Westfalen. Er wurde über die Landesliste seiner Partei gewählt und schied am 30. November 1989 aus dem Landtag aus. 